# Battaglia di Monte Marrone
La battaglia di Monte Marrone il 31 marzo 1944 vide in combattimento il Corpo Italiano di Liberazione, comandato dal generale Umberto Utili nelle vicinanze di Cassino. Nell'episodio reparti italiani appoggiati da unità marocchine operanti nelle vicinanze cercarono di costringere i tedeschi ad abbandonare monte Marrone e monte Mare, due alture della piccola catena montuosa delle Mainarde, tra Lazio e Molise.

## La battaglia
La battaglia fu una tappa della guerra di liberazione italiana.
L'attacco alla cima, alta 1805 m s.l.m., fu sferrato in piena notte il 31 marzo dagli Alpini italiani del battaglione Piemonte che con un colpo di mano la occuparono.
Col Corpo Italiano di Liberazione (C.I.L.) erano schierati elementi del 3º Reggimento bersaglieri, precisamente il XXIX e XXXIII battaglione e la prima compagnia motociclisti del C.I.L. che nell'occasione guadagnarono una Medaglia d'argento al valor militare conferita al battaglione Goito; inoltre il Battaglione alpini "Piemonte" e i paracadutisti della Divisione paracadutisti "Nembo", vennero impegnati nella battaglia; gli alpini raggiunsero l'obiettivo mentre i paracadutisti non riuscirono a scalzare i reparti tedeschi dalla vetta. I tedeschi il 2 aprile fecero una puntata esplorativa che si arrestò comunque a 800 metri dalle linee italiane, e il giorno dopo alle 5:30 iniziarono un attacco in forze, respinti dal fuoco degli italiani e dai campi minati posti a protezione delle loro linee; un nuovo attacco venne tentato il 10 aprile con tre battaglioni di Gebirgsjaeger (i reparti alpini tedeschi), uno dei quali riuscì a penetrare nelle linee italiane dando luogo ad una serie di corpo a corpo nelle trincee e minacciando di scalzare gli italiani dalla vetta, ma una nuova compagnia di alpini di rinforzo scongiurò il pericolo; il fuoco dell'artiglieria impedì l'afflusso di rinforzi tedeschi e gli italiani poterono riconquistare le postazioni cadute in mani avversarie.

## Le conseguenze
La conquista della vetta permise agli italiani di avanzare lungo la direttrice Monte Marrone, Monte Mare, piana Venafrana, Picinisco, paese che venne raggiunto il 28 aprile.

### Filmografia
- Anna Cavasinni e Fabrizio Franceschelli La vittoria di Monte Marrone: gli Alpini nella Campagna d'Italia 43-45; docufilm della durata di 150 minuti, coprodotto da [www.territorilink.it Territori Link] e ANA Sezione Abruzzi; anteprima ufficiale Napoli Casina Pompeiana 14 ottobre 2022.